# Solis (film)
Pour les articles homonymes, voir Solis.
Pour plus de détails, voir Fiche technique et Distribution.
Solis est un film britannique réalisé par Carl Strathie, sorti en 2018.

## Synopsis
Troy Holloway, ingénieur spatial, se retrouve dans une situation terrifiante : sa capsule de sauvetage dérive tout droit vers le Soleil. La Commandante Roberts, une voix désincarnée provenant d’un faible signal radio, est le seul lien qui lui permet de garder la tête froide avant qu’une équipe de secours ne vienne le sauver. Une course contre le temps commence.

## Fiche technique
- Titre français : Solis
- Réalisation et scénario : Carl Strathie
- Pays d'origine : Royaume-Uni
- Format : Couleurs - 35 mm
- Genre : action, aventure, science-fiction
- Durée : 90 minutes
- Date de sortie :
  -  Royaume-Uni : 27 juin 2018 (Festival international du film d'Édimbourg)

## Distribution
- Steven Ogg : Troy Holloway[1]
- Alice Lowe : le commandant Roberts (voix)
- Sid Phoenix : Milton (voix)
- Henry Douthwaite : le lieutenant Harris (voix)
- Kate Coogan : Liz Holloway (voix)
- Charlette Kilby : voix capsule/combinaison[2]

## Critiques
À sa sortie en France, le film été fortement critiqué pour le manque de charisme dans le jeu de l'unique acteur principal du film Steven Ogg (Troy Holloway) et pour le manque de cohérence des dialogues.

## Interprétation de la fin du film
Selon certains, contrairement à l'interprétation de beaucoup de spectateurs, la fin du film n'est pas inachevée. Le film est en effet compris par certains comme étant tourné du point de vue unique de Troy Holloway (quoique la scène d'ouverture, lorsque Troy est évanoui, démente quelque peu cette lecture), et si le film s'interrompt brusquement au début même de l'opération de sauvetage, c'est que Troy Holloway décède par manque d'oxygène, et que la mission de sauvetage est un échec. L'avant-dernier plan montrant la position relative des vaisseaux indique bien qu'il y ait peu de chances que Troy Holloway soit récupéré dans délai suffisant.
La platitude et les faux-semblants des échanges entre Troy Holloway et la Commandante Roberts, qui sont perçus par certains spectateurs comme une faiblesse du film  seraient en fait une désinformation volontaire de la commandante Roberts qui représente la compagnie envers Troy Holloway. Il est probable que l'équipage du vaisseau de secours connaissant par avance l'échec de la mission, ait laissé croire Troy Holloway, qu'ils faisaient tout pour le récupérer vivant alors qu'ils se contentaient de passer à proximité la capsule, juste pour la récupérer (Les derniers plans montrent le vaisseau de secours intact, avec les sas fermés, sans indication d'une tentative de récupération du naufragé).
Les incohérences du dialogue avec la commandante Roberts sont le reflet des mensonges de la compagnie pour laisser croire à Troy Holloway et à la future commission d'enquête que l'impossible avait été tenté pour le sauvetage ce qui n'a pas été le cas.

## Sélections
- Festival international du film d'Édimbourg 2018 : sélection.
- Utopiales 2018 : en compétition.